# Zoquitlán (Puebla)
Zoquitlán es una localidad del estado mexicano de Puebla. Es cabecera del municipio de Zoquitlán.

## Demografía
| Censo | Población |
| ----- | --------- |
| 1900  | 6758      |
| 1910  | 4612      |
| 1921  | 2699      |
| 1930  | 2738      |
| 1940  | 2926      |
| 1950  | 3357      |
| 1960  | 3846      |
| 1970  | 3923      |
| 1980  | 4720      |
| 1990  | 559       |
| 1995  | 2672      |
| 2000  | 2654      |
| 2005  | 2778      |
| 2010  | 2865      |
| 2020  | 3404      |